# Демидюк Сергій Олександрович
Сергі́й Олекса́ндрович Демідю́к  (нар. 5 червня 1982, Сімферополь, УРСР) — український легкоатлет (спеціалізація — біг з бар'єрами на 110 м), майстер спорту міжнародного класу, член Національної збірної України на Літні Олімпійських іграх у Пекіні 2008 року.
Рекордсмен України з бігу на 110 та 60 метрів з бар'єрами (110 м с/б-13,22; 60 м с/б-7,53).
Має 14 результат у Європейському рейтингу усіх часів.
Чемпіон Всесвітньої Універсіади 2007 р., бронзовий призер 2005 р. На чемпіонаті світу 2007 р. посів шосте місце. Переможець і призер Кубків Європи. Фіналіст чемпіонатів Європи. Неодноразовий призер значних міжнародних змагань, у тому числі найпрестижніших змагань серії «Золота ліга». Багаторазовий переможець чемпіонатів та Кубків України, п'ятиразовий рекордсмен України. Учасник Олімпійських ігор 2004 р.,2008 р
Нагороджений медаллю президента України «За працю та звитягу». Неодноразово відзначений нагородами мера м. Києва.
Нинішній тренер — Володимир Федорець. Перший тренер — Світлана Селицька, Варда Анатолій.
Закінчив середню школу № 4 м. Сімферополя зі срібною медаллю та Київський національний торговельно-економічний університет (спеціальність «фінанси підприємств»).
Одружений, має сина.